# Smart People
Smart People is een film uit 2008 onder regie van Noam Murro. De film heeft Dennis Quaid, Sarah Jessica Parker en Ellen Page in de hoofdrollen. Eigenlijk werd Rachel Weisz gecast voor de vrouwelijke hoofdrol, maar werd vlak voor het begin van opnamen vervangen door Parker.
De opnamen van Smart People vonden al aan het eind van 2006 plaats. De film ging op 20 januari 2008 in première op het Sundance Film Festival.

## Verhaal
Lawrence Wetherhold is een dominante, prikkelbare, tactloze, geïrriteerde en egoïstische middelbare vader die Victoriaanse Literatuur geeft op een school. Door zijn botte opmerkingen heeft hij zich al vervreemd van zijn zoon. Daarnaast is de slechte sociale status en ongelukkige leven van zijn tienerdochter Vanessa ook te wijten aan zijn pesterijen.
Hoewel het Lawrence maar niet lukt een gelukkige familie op te bouwen, is hij een intellectuele genie. Zijn leven wordt op de kop gezet als zijn broer op een dag met zijn spullen voor de deur staat en hij een voormalige leerlinge ontmoet. Hij wordt verliefd op de dame, die veel invloed krijgt op zijn kijk op het leven.

## Rolverdeling
- Dennis Quaid - Lawrence Wetherhold
- Sarah Jessica Parker - Janet
- Ellen Page - Vanessa Wetherhold
- Thomas Haden Church - Chuck
- Ashton Holmes - James Wetherhold
- Christine Lahti - Nancy
- Camille Mana - Missy Chin
- David Denman - William